# کاتسویا ایشیهارا
کاتسویا ایشیهارا (انگلیسی: Katsuya Ishihara؛ زادهٔ ۲ اکتبر ۱۹۷۸) بازیکن فوتبال اهل ژاپن است.